# SJ2000列車

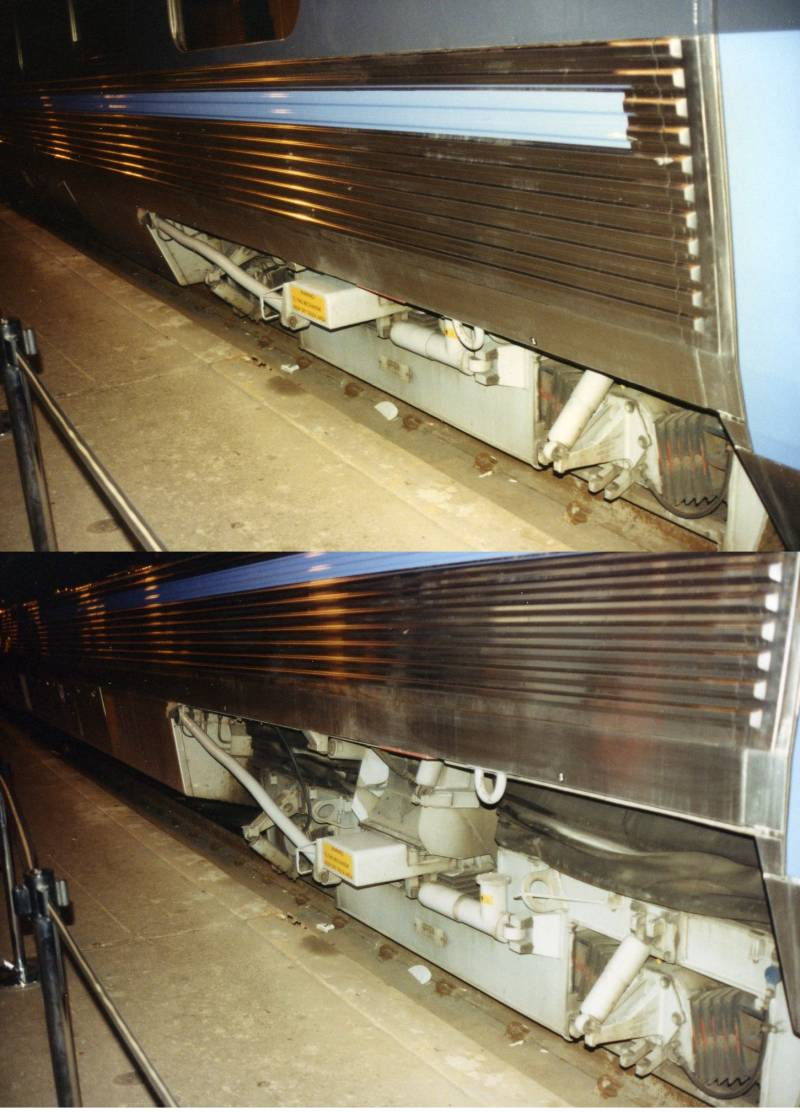
SJ2000列车倾摆系统的运作示范

SJ 2000列車，原名X2000，是瑞典鐵路（SJ AB）的動力集中式高速擺式列車車款之一。中国亦引进了一列，并被称为“新时速”高速列车。

## 歷史与技术
SJ 2000列车是由瑞士ASEA公司自1989年起研发和生产，使用不锈钢车体，最高运营速度达200-210 km/h，屬于擺式列車，能够在经过轨道曲线时由车载电脑控制对每节客车作出精确的倾摆（最多左右8度），以提高通过速度。不同于意大利的Pendolino及日本的國鐵381系、JR九州885系等動力分散式擺式列車，X2000采用動力集中式设计，每组标准编组的X2000列车只有一台電力機車，及五节无动力的客车。其中只有客車部份才有車體倾摆功能，而機車部份是沒有的。然而其倾摆功能并非每次通过轨道曲线均会产生作用，如果列车运行速度低於70km/h，擺式系統將會自動鎖定，因低速运行时倾摆反而会对旅客产生倾斜的不适感。
X 2000的另一项重要技术是径向转向架。配备的自导向径向转向架容许各个轮对自由独立运动，大大减低轮对对轨道曲线产生的作用力，令X2000在通过弯道时的速度可以最多提升50%。配合擺式列车技术，列车在大部分线路上的运行时间平均更可减少30%，此外也能提高旅客的舒适程度，减少离心力对舒适性的影响。在1993年的一次试验中，一列带有两台机车的X2000列车达到了276 km/h的最高速度。
X 2000配备了三套可独立运作的制动系统，分别为盘式制动、再生制动和磁轨制动。在控制系统方面，x2000列车采用了列车自动控制系统（ATC），能持续向司机提供前方线路的信号信息。如果司机没有作出即时反应，ATC会自动取代司机进行控制。
在1989至1998年间，Adtranz共制造了44列X2000列车，编号为2001-2043；另有一列出口到中国的“新时速”列车，编号2088。

## X2000列车在北欧的应用和服务

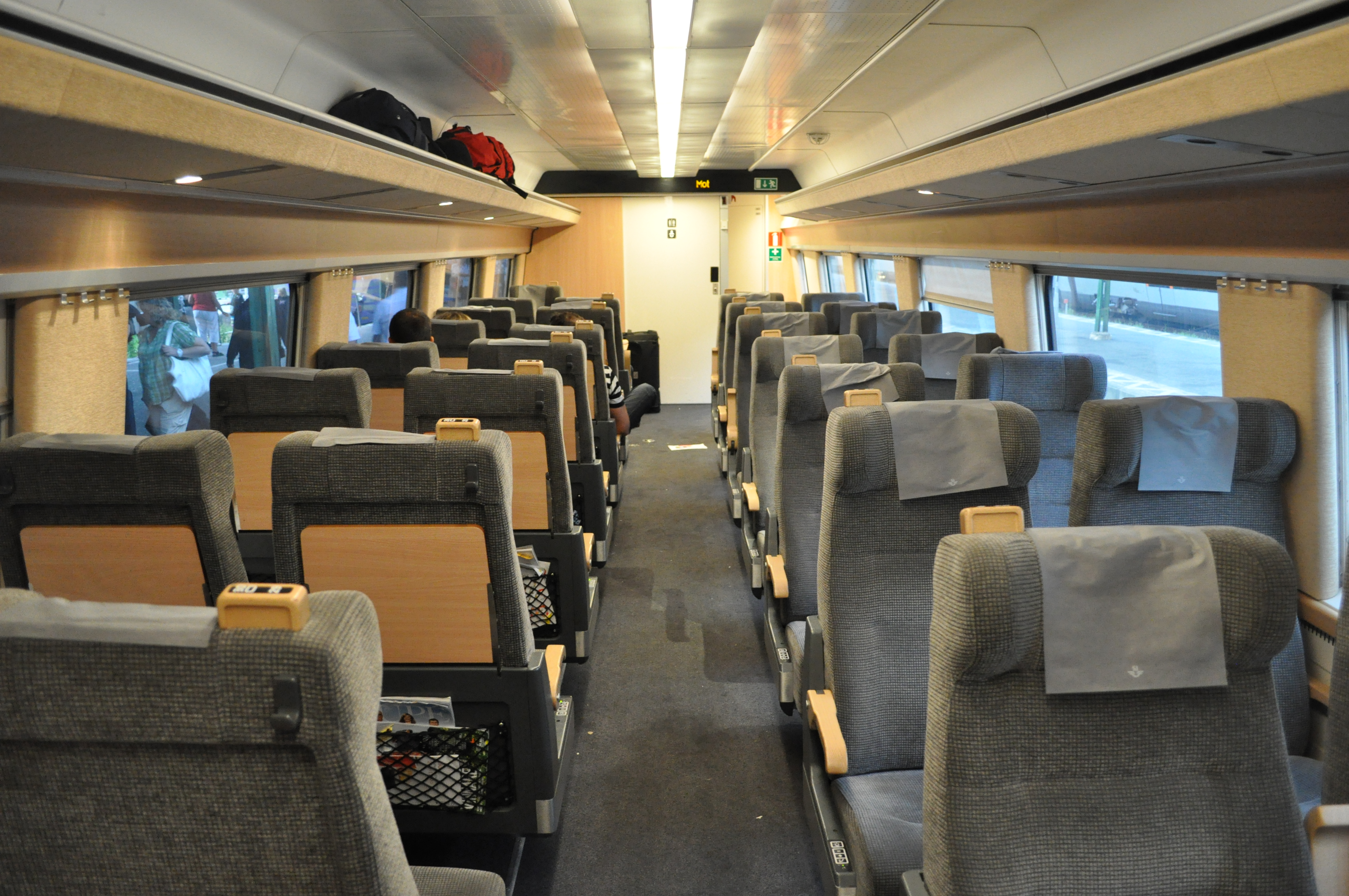
X2000列车的二等客车内部

X 2000於1990年9月開始在瑞典斯德哥爾摩至哥德堡之間運行城际列车，在斯德哥爾摩附近的高速新線运行速度則可達到210km/h，車程約為3小時。此後X2000以斯德哥爾摩为中心，目的地除哥德堡外，又擴展至馬爾默（Malmö）、厄斯特松德（Östersund）、布罗斯（Borås）等城市。2002年5月，厄勒海峽大橋通車後，部份班次更從馬爾默延伸至瑞典國外，到达丹麥首都哥本哈根。
一等車除有餐卡服務外，每個座位均有獨立耳機，包括電台、音樂服務，這些服務和飛機一樣。其他的歐洲高速列車、Thalys、西班牙的AVE也有類似服務。所有瑞典鐵路的X2000列車在2005年塗上了灰色，並有無線網絡接上互聯網。
相比其他歐洲高速列車（ICE除外），所有X2000行駛的班次都是採用強制劃位制，持歐洲火車證及北歐火車證需要在乘搭X2000班次前在車站票務處補票。此外，由於器材關係，如果在上了X2000才向驗票員補票，X2000的驗票員不接受其他貨幣如歐元或信用卡繳付補票費用，只接受瑞典克朗現金。
X2000对瑞典鐵路有很重要的意义，自1990年投入运营即令当时陷入低潮的瑞典铁路客运重新发展，而X2000也成为瑞典高速列车的代表作。

### X2000的新國際列車
LINX天貓座合資有限公司（Linx AB）由瑞典國鐵（SJ）和挪威鐵路（NSB）於2000年合资而成，经营瑞典、挪威、丹麦三国之间的客运服务。隨着哥本哈根至瑞典南部城市马尔默的跨海鐵道幹線厄勒海峽大橋於2002年5月通車，X2000也改裝成只有4节客车车厢的國際列車， 命名为 LINX（天貓座）投入哥本哈根和哥德堡之間行走。由於X2000列車原來電气規格只對應為SJ的交流電15kV·{\displaystyle 16{\frac {2}{3}}}Hz電化規格，與丹麦国家铁路（DSB）的交流電25kV·50Hz的電化規格不同，因此X2000進入哥本哈根後需要進行電源切换才使列車能在丹麥的電化區間（電聯區間）行走。
此後，斯德哥爾摩－奧斯陸之間開始加入X2000的班次，後來哥本哈根至哥德堡部分班次延長到奧斯陸。当时北歐的瑞典、丹麥和挪威三國首都間都相互有X2000行走。
改用X2000後，所需時間雖說比同區間的優等列車縮短了，例如斯德哥爾摩和奧斯陸之間的所需時間由4小時50分左右縮短至約4小時，但仍未能達到與飛機航班抗衡的水平，加上X2000列車運費比較高，無法與近年興起的廉價航空公司競爭，營運公司最終在2004年終止了列車服務。LINX列車及原班次被瑞典國鐵（SJ）接收，但原來哥本哈根經哥德堡至奧斯陸的X2000國際列車班次就此被取消。

### 翻新工程
2014年1月，瑞典鐵路宣佈將投資35億瑞典克朗再次翻新X2000列車，完成後列車的壽命可延長20至25年左右。瑞典鐵路表示，翻新列車的成本僅為購買新列車價格的三分之一，同時還減少了對環境的影響。
翻新工程由收購了原設計商ASEA的ABB中標，將負責更換列車的牽引變流器、變壓器、電池充電器、訊號系統、旅客信息系統及娛樂設備等。
除了技術改進之外，翻新後的X2000車頭採用了新的深灰色塗裝，座席數量比以增加15%，亦換上了新的牆壁、天花板、地板、照明、以及餐車櫃檯。X2000的新裝潢獲得了2020年的紅點設計大獎。
翻修後的列車原定於2019年重新投入服務，但實際上延遲至2021年11月才投入服務。

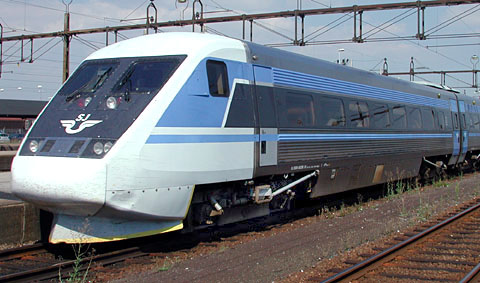
瑞典鐵路X2000的原来涂装
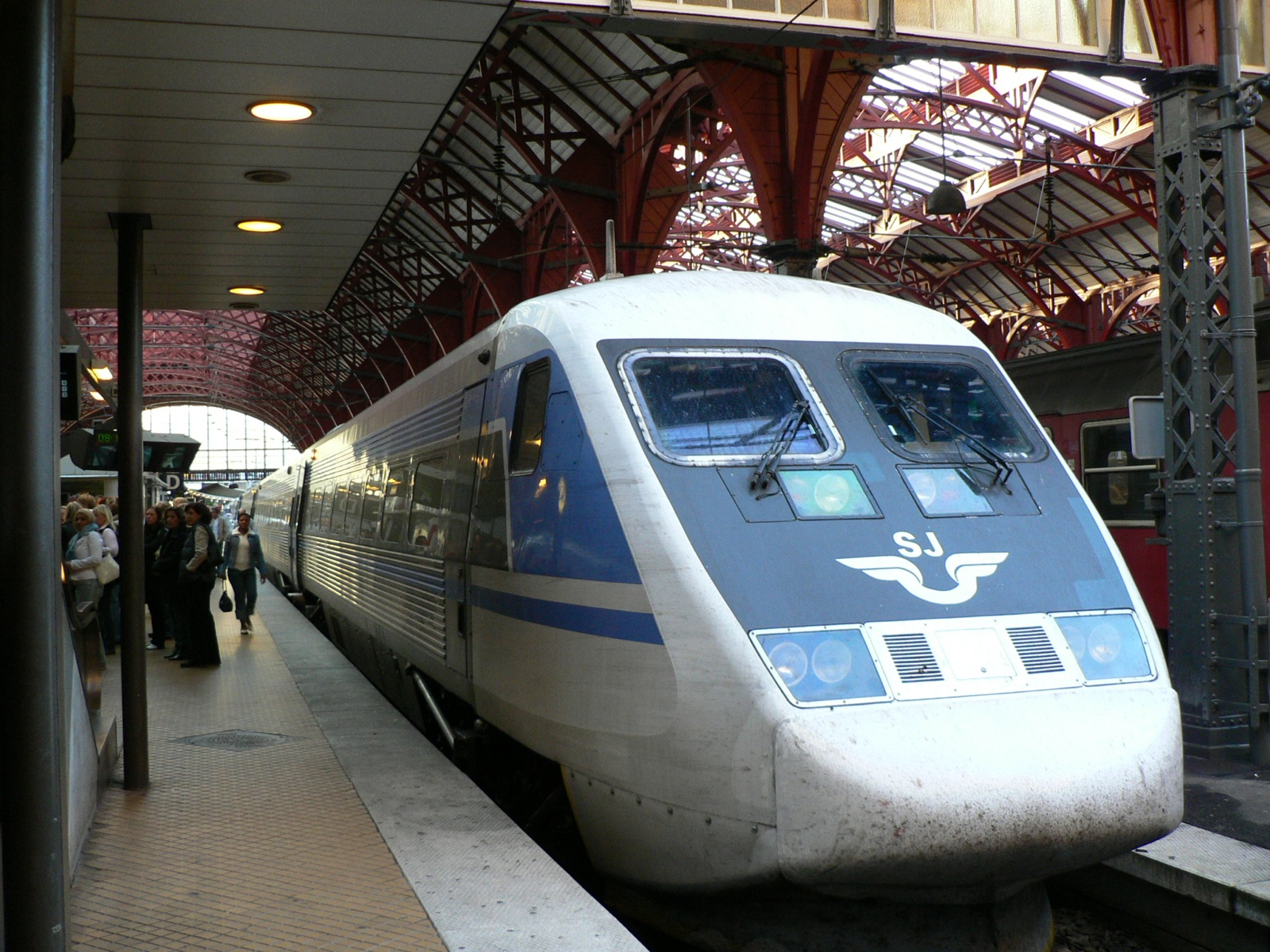
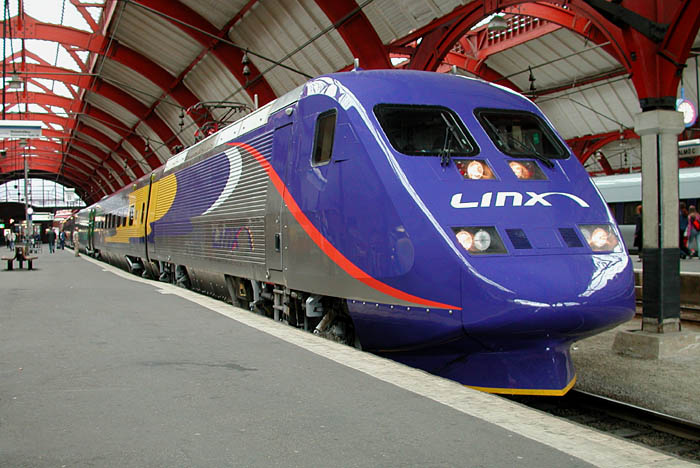
LINX涂装的X2000国际列车
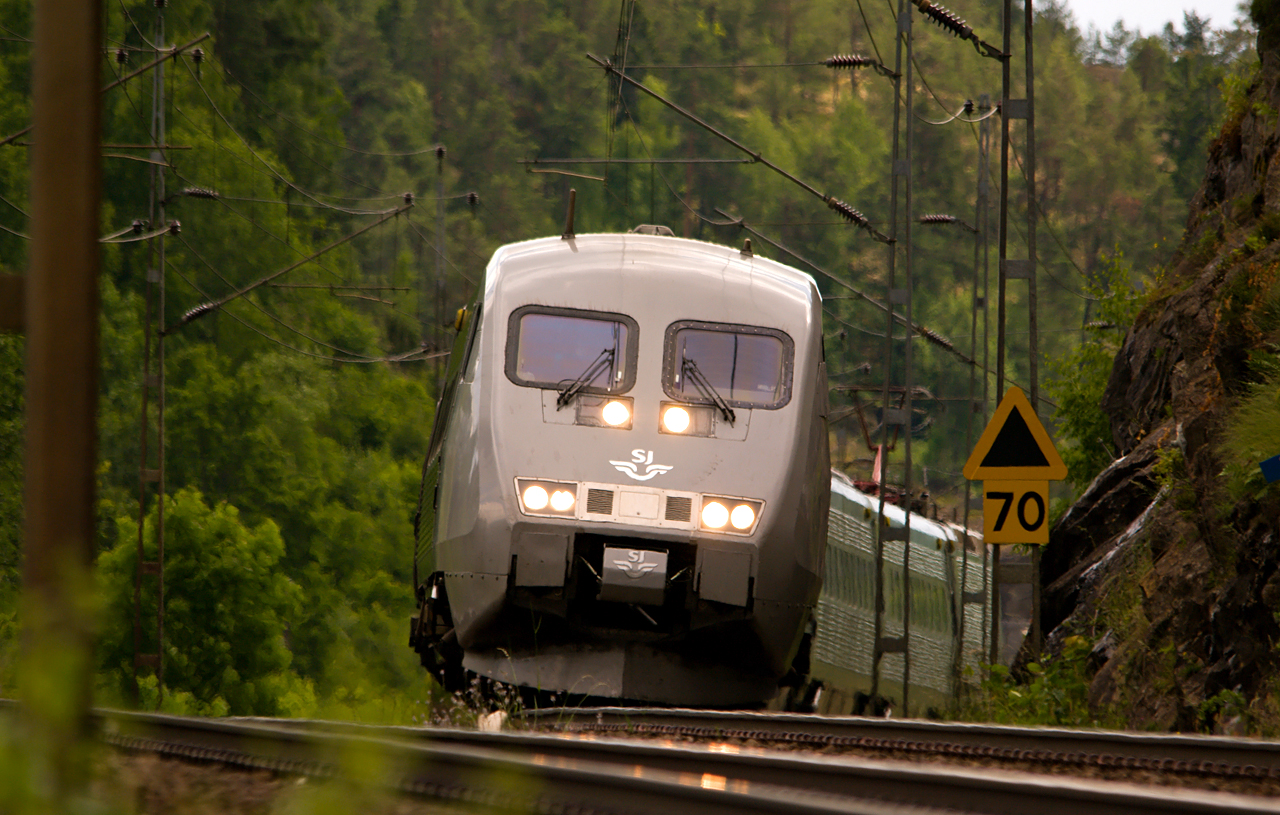
第一次翻新後的X2000列车

## X2000列車在北歐以外的發展

### 美國
1993年，Amtrak在選擇美國東岸的波士頓－紐約－華盛頓哥倫比亞特區的東北走廊高速列車時，有法國的TGV、德國的ICE及X2000參加角逐。經過一段時間的試運轉，最終Amtrak採納以TGV為主體的車輛，而測試用的X2000最後歸還給廠商。

### 澳大利亞
1995年，在澳大利亞的東部也展開了X2000列车的试验，以测试摆式列车在新南威尔士运行的可行性。但最终没有采用。

### 中國

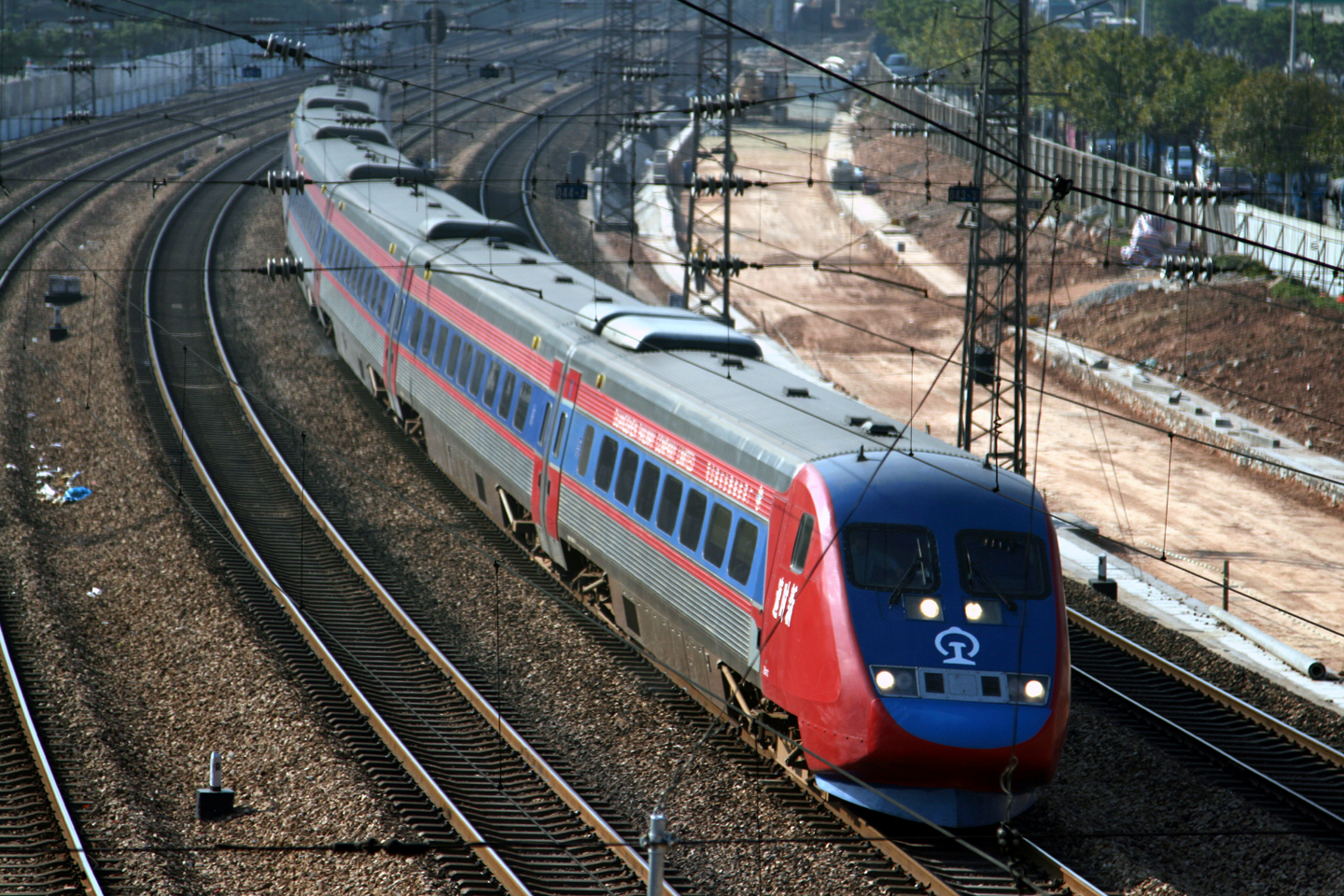
运行于广深铁路的「新时速」列车

自1994年中国的广深铁路完成160km/h级别准高速改造后，经长时间实际运用证明了广深铁路有在既有线运行200km/h高速列车的潜力，但广深线弯道较多是一个主要限制。而同时中国鐵道部已瞭解到当時中国缺乏先进的高速铁路技術，希望引进国外技术。经考察后，广铁集团於1996年11月与瑞典Adtranz签订租用一列X2000列车，租期两年，租金每年为180万美元。用以服务在广铁集团运营的广深线铁路上，并嘗试以最快速度引进X2000的技術，及測試摆式列车在中国的可行性。当时引进X2000的主要考虑是摆式列车能广泛应用于既有线的提速，无需建设新线，投资较少，只需在现有铁路信号系统加装部分设备即可运行。列車於1998年初运抵中国天津，被命名为「新时速」高速列车，其编组比北欧的增加了一节客车。X2000在中国铁道科学研究院北京环行铁路完成试验后，正式納入廣深鐵路車隊，並於1998年7月29日晚上進行首次動態測試；而在8月中，動態測試範圍擴大至九廣東鐵（即現港鐵東鐵綫）。同年8月28日起，X2000正式開始担当每天各两对广九直通车和广深城际列车。但瑞典方面並未提供电子维修技術给予中国，当時列车的檢修工作需在香港九鐵何東樓維修中心（即現港鐵何東樓車廠）由同时负责为九广通机车进行大修的Adtranz工程人员进行，頻率為每3125公里里程一次（即約每四日或開行8對列車一次）。後来广铁集团索性把整组X2000買下，用以取得电子维修技術。此后各级维修都是由广州东动车所及南车株机的维修人员完成，配件主要由国外购入，部分在国内制造，由收购了Adtranz的“庞巴迪瑞典”提供有限的技术支援。

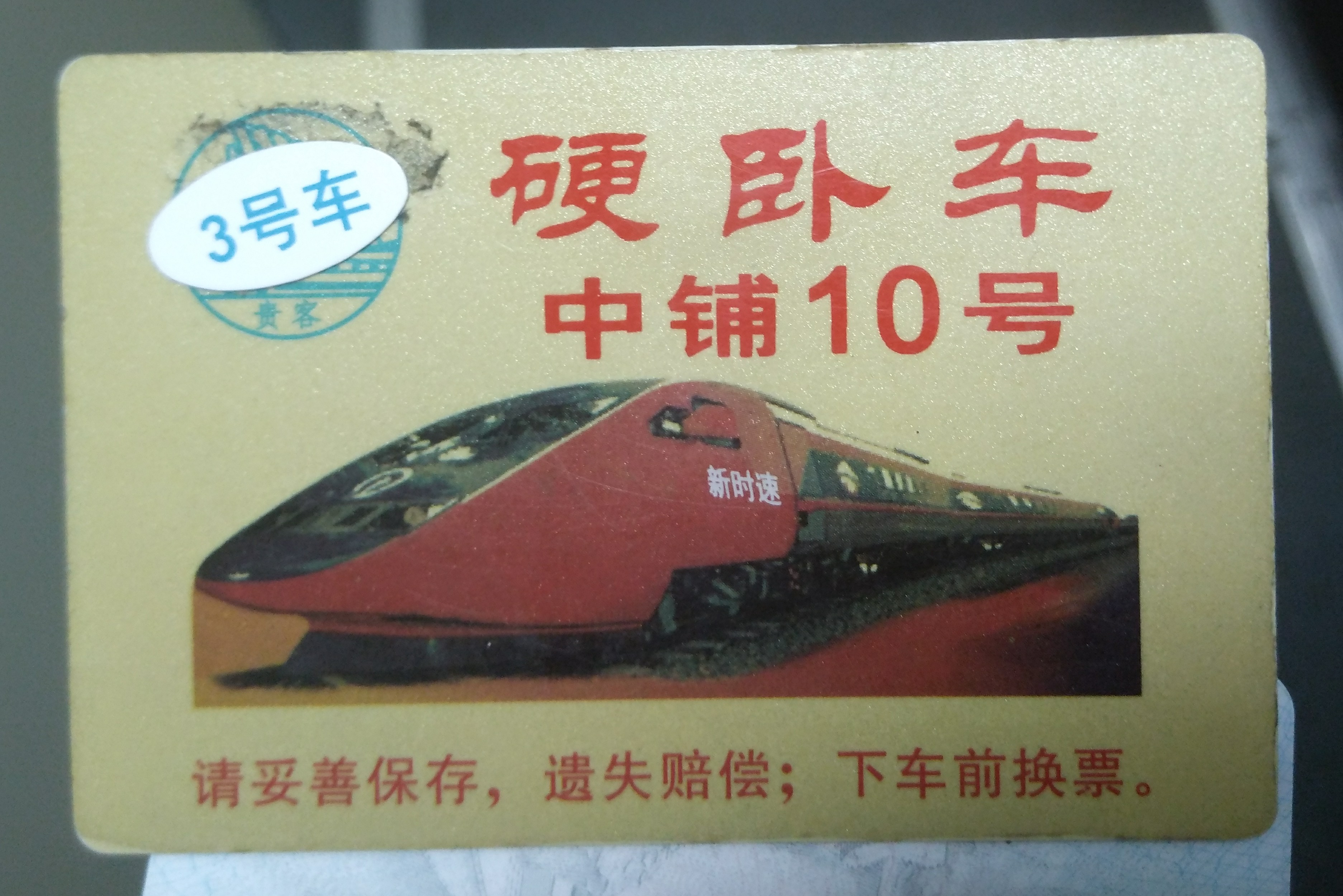
成都铁路局贵阳客运段卧铺证上的广深铁路「新时速」列车照片

随著新型动力分散式高速动车组CRH1於2007年投入到广深线上，广深线的信号系统也做了更新和升级，不仅在X2000列车上的车载信号系统已经不能适应线上的新系统，而且X2000因长期超负荷运行，故障率和维修成本也相应增加。2007年1月15日，X2000途径深圳笋岗站时车尾突然冒烟。X2000由2007年4月19日起停运。随后，於同年9月17日以甲種運送方式，由SS8-0187牽引调往成都铁路局，并於2007年9月27日运抵重慶，当时预计最快会於2007年11月底起运行成都和重庆之間，但後来并没有投入载客运行，却在重庆搁置了一年，最终在2008年12月21日运返广州。據闻有两个原因，不仅是因2008年5月12日發生汶川大地震，成都铁路局急需修复四川省內的铁路（因宝成线、成昆线及相关支线线路多处塌方而要急於重修），而且X2000维修费用高昂，以致成都铁路局無能力替列车进行维修而退还予广铁集团。其二是因为当地有車長违章操作造成列车车辆轮对被损坏。2012年5月21日早上，停靠在广州东动车所的X2000列车被牵出准备运回瑞典。列车由东风5D-0008调机先拖往广州东站，随后由DF4B-3859机车拖往黄埔港支线，在黄埔塘口更换DF5D-0001机车后，进入黄埔港停放。2012年5月27日早上10点，X2000开始拆解吊装上香港註冊的货轮“大彤云”号，货轮在8月上旬到达瑞典。
列车在抵达瑞典后随即被送到瑞典铁路博物馆作短期展览。在展览结束后，头尾车卡即被長期封存，而另外5節中間車卡經過翻新後於2014年4月重新投入瑞典國鐵服務，用於替換瑞典國鐵兩宗意外中嚴重受損報廢的車輛 。至2019年尾，機車部分亦完成翻新，並與上述5節車卡重新併合，於2020年中在瑞典國鐵重新投入服務。
- 中国X2000“新时速”列车编组：

| 车厢号 | /        | 6                      | 5             | 4                        | 3-2                           | 1                  |
| 车型   | （机车） | 二等车（带小型行李倉） | 二等车        | 二等车（带车长室、餐室） | 二等车                        | 二等车（带驾驶室） |
| 编号   | 2088 CX2 | 110987 CUB2FK          | 110988 CUB2FK | 110991 CUBS2FK           | 110989 CUB2FK / 110990 CUB2FK | 110986 CUB2XFK     |
| 定员   | /        | 60                     | 76            | 66                       | 76                            | 50                 |

## 參閱
- 高速鐵路
- 擺式列車
- Acela特快